# Иоасаф (Потёмкин)
Иоасаф Потёмкин (1697—1753) — архимандрит Преображенского Пыскорского монастыря Вятской епархии Русской православной церкви.

## Биография
Родился в 1697 году в Дорогобужском уезде Смоленской губернии, в вотчине отца своего, в сельце Починках. Получил домашнее образование.
В 1721 году был записан в службу рядовым шляхтичем в Смоленский шляхетский полк. В монашество постригся случайно, «за рубежом», во Мстиславском Тупичевском монастыре 1 января 1723 года, причём, вопреки распоряжениям Петра Великого, ни письменно, ни словесно никого не просил «об увольнении в монашество».
В иеромонахи Иоасаф Потёмкин был посвящён 26 апреля 1723 года епископом Могилёвским Сильвестром Четвертинским.
В 1731 году епископом Могилёвским Арсением (Берло) он был определён во Мстиславль кафедральным наместником, но недели через две без разрешения епископа приехал в Смоленскую губернию и поступил в Крестовоздвиженский Бизюков монастырь в селе Бизюково; согласно РБСП, он объяснял свой поступок тем, что во Мстиславле «жить ему было не при чём, так как никого из монашеских лиц там не было и священнослужения отправлять было не с кем».
В 1736 году Иоасаф был привлечён к ответу по «Решиловскому делу»), но был оправдан и с 1744 по 1752 год был настоятелем Успенского Трифонова монастыря Вятской епархии.
В марте 1753 года «по известному Священному Синоду делу» взят был в Москву в Канцелярию тайных дел, но вскоре в Москве и скончался (8 ноября 1753 года) и был погребён в Знаменском монастыре.